# Maaspunttoren
De Maaspunttoren, vroeger ook wel toren aan de hoge Maaspunt, Rondeeltoren of Lambrechtsrondeel genoemd, is een van oorsprong middeleeuwse waltoren op de rechter Maasoever van de Nederlandse stad Maastricht. De toren ligt Aan de Recentoren, op het punt waar Stenenwal overgaat in Maaspuntweg, en vormde ooit, samen met de Recentoren, de zuidwestelijke verdediging van de Wycker stadsmuur. De toren dateert waarschijnlijk uit de veertiende eeuw, maar werd in de loop der eeuwen diverse malen vernieuwd.

## Geschiedenis

### Bouw Wycker stadsmuur en Maaspunttoren
Over het precieze bouwjaar van de eerste stadsmuur van Wyck is geen duidelijkheid. Mogelijk ging de bouw van de Wycker enceinte (omwalling) gelijk op met die van de eerste middeleeuwse stadsmuur op de linker Maasoever, vanaf het tweede kwart van de 13e eeuw. Waarschijnlijk betrof dit aanvankelijk een aarden wal met palissaden, maar vermoedelijk wel al met stenen poorten. De wal lag vermoedelijk ter plekke van de huidige Wycker Grachtstraat en de oorspronkelijke locatie van het Wycker Grachtje. In 1284, aan het begin van de Limburgse Successieoorlog, trachtte Walram de Rosse van Valkenburg Maastricht te overmeesteren, maar de wallen aan de Wyckse kant waren blijkbaar al dusdanig sterk dat de vijand afdroop. Pas in 1318 vermeldt de kroniek van de Landen van Overmaas dat hertog Jan III van Brabant toestemming gaf een stenen muur om Wyck te bouwen. Vooral in de periode 1397-1400 werd onder oorlogsdreiging met man en macht gewerkt aan verbetering van de Wycker stadsmuur en gracht. Deze eerste stenen stadsmuur van Wyck volgde min of meer het tracé van de Hoge en Lage Barakken.

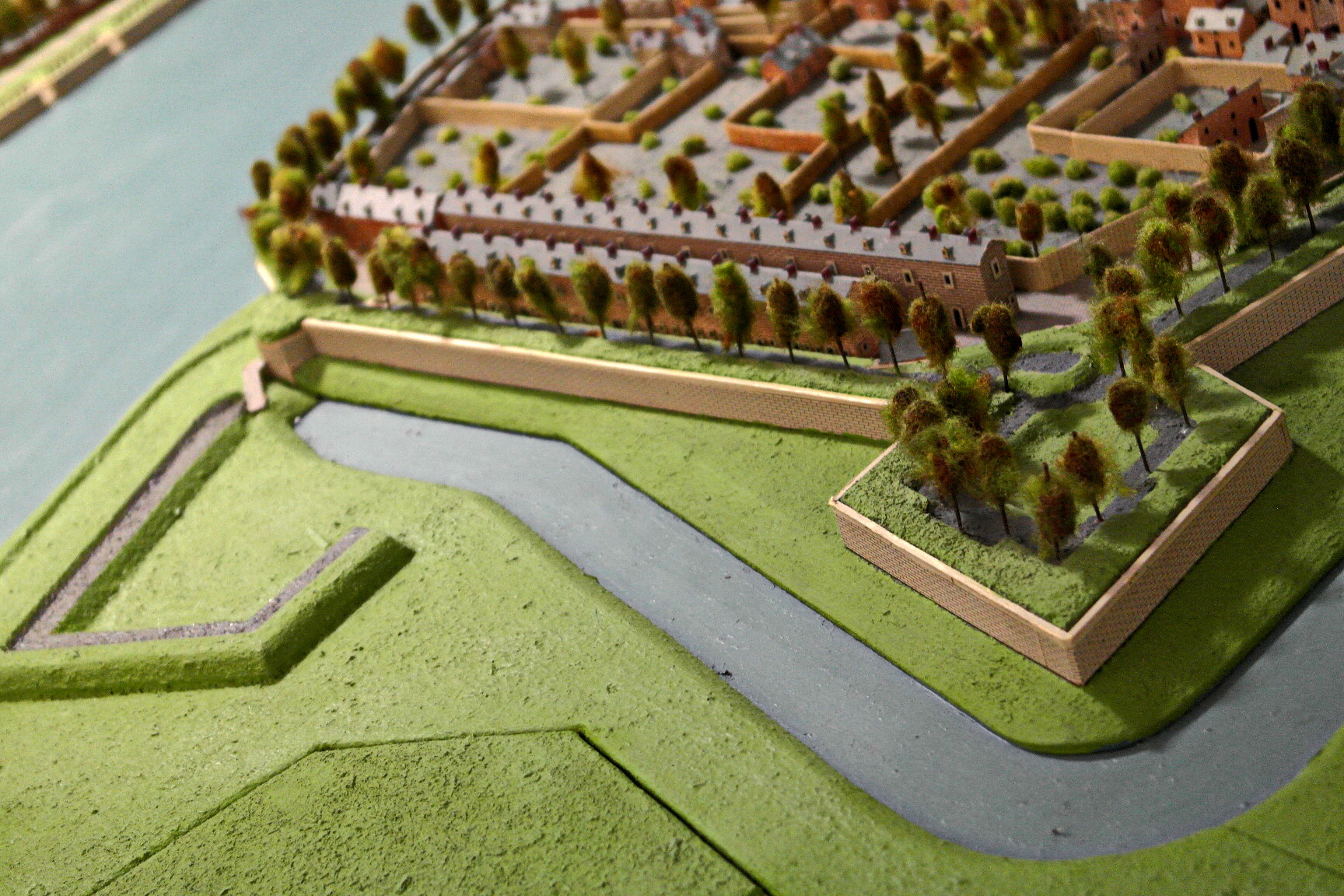
Detail Maquette van Maastricht met toren en ravelijn aan de hoge Maaspunt (links) en Parmabastion

De negentiende-eeuwse benaming 'Maaspunttoren' is historisch niet helemaal correct. De in 1333 voor het eerst genoemde toren werd meestal aangeduid als 'toren op', of 'aan de hoge Maaspunt', of als 'Lambrechtsrondeel'. Deze toren vormde de meest zuidwestelijke punt van de Wycker stadsmuur. Het bijvoeglijk naamwoord 'hoog' heeft hier betrekking op de loop van de rivier de Maas, die vanuit het zuiden naar het noorden stroomt. De hoge Maaspuntoren ligt ten opzichte van de bron in Frankrijk stroomopwaarts, dus hoger dan de lage Maaspunttoren die stroomafwaarts - dus lager - lag. De daar gelegen Wycker Kruittoren, die in de negentiende eeuw is afgebroken, was identiek met de toren op de lage Maaspunt. In 1399 en 1439 wordt de toren aan de hoge Maaspunt opnieuw genoemd, de eerste keer in verband met herstelwerkzaamheden, veertig jaar later in verband met de vervuilde toestand (hij werd gebruikt als illegaal openbaar toilet), waardoor niemand er de wacht wilde houden. Tussen 1477 en 1485 werd rondom Wyck buiten de bestaande stadsmuur een nieuwe, dubbele aarden wal opgeworpen, die een iets wijdere halve cirkel omschreef. De binnenste wal werd versterkt met zes zware bolwerken, waarvan het Lambrechtsrondeel er een was. Het werd omstreeks 1485 voltooid. De verdediging van dit deel van de Wyckerwal was de verantwoordelijkheid van de Wyckenaren zelf. Alleen het stuk walmuur langs de Maas van de brug tot de Simon Mertenspoort werd bemand door de kerspellen van Sint-Amor en Sint-Evergislus van de overkant.
Aanvankelijk waren alleen de twee stadspoorten en de bolwerken van steen. Pas in de tweede helft van de 16e eeuw werden ook de wallen van de tweede Wycker enceinte versteend, waarbij een deel van de eerste muur werd afgebroken en de oude gracht werd gedempt. In de 18e eeuw werden de vestingwerken verder uitgebreid en werden buiten de Wycker omwalling diverse buitenwerken aangelegd. Bij de Maaspunttoren waren dat onder andere het ravelijn aan de hoge Maaspunt en de bastions Parma en De Rooy. De buitenwerken in dit gebied konden door afdamming van een oude rivierarm van de Maas onder water gezet worden. Op de Franse maquette van Maastricht uit het midden van de 18e eeuw is de inkapseling van het Lambrechtsrondeel goed te zien.

### Ontmanteling vesting en behoud Maaspunttoren

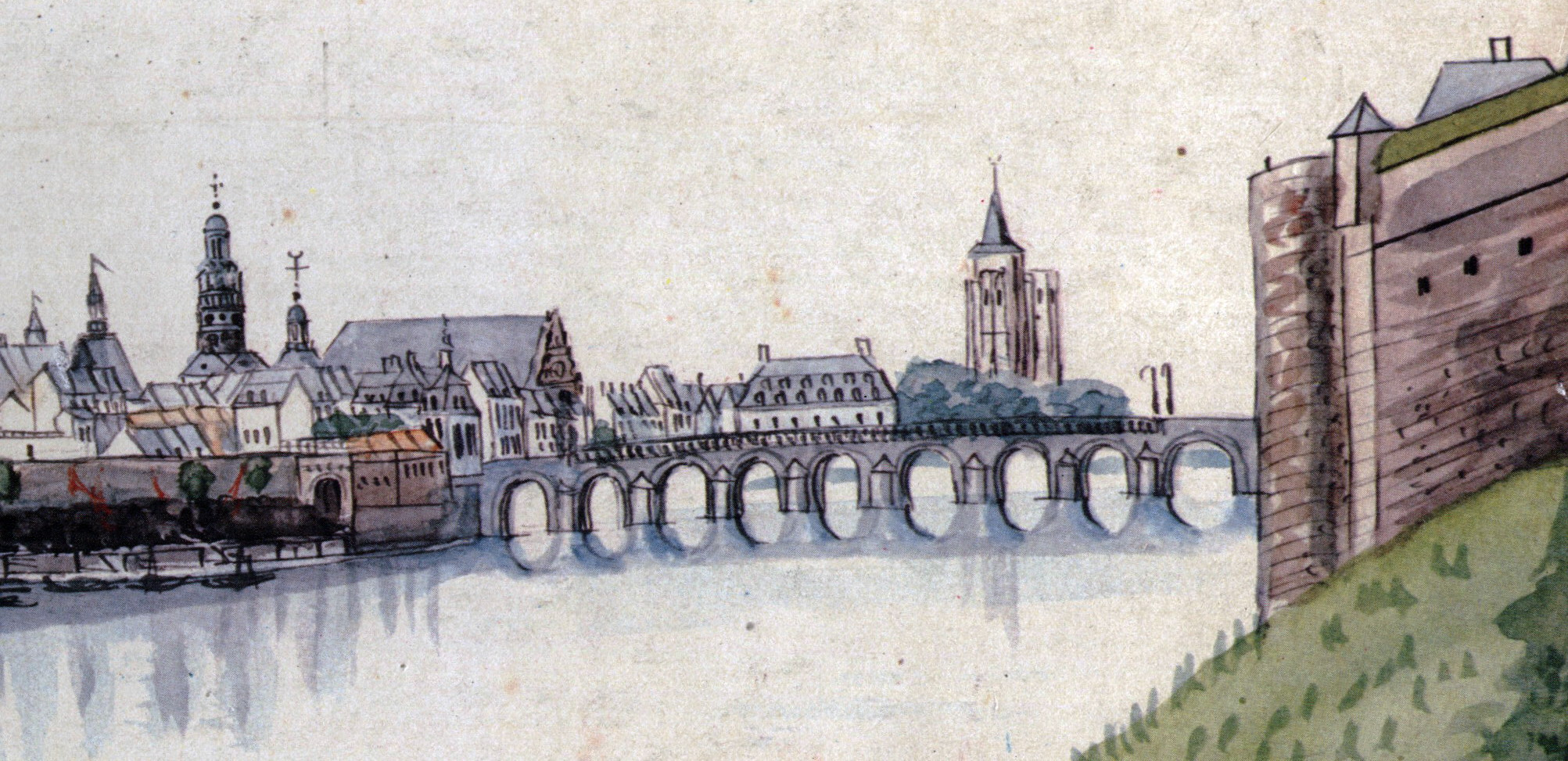
Tekening van Philippe van Gulpen, ca. 1840. Rechts de Maaspunttoren

Op 29 mei 1867 ondertekende koning Willem III der Nederlanden, na lang aandringen van onder andere de gemeente Maastricht, het besluit tot opheffing van de vestingstatus van Maastricht, Venlo en enkele andere plaatsen. In de jaren daarna werd de vesting Maastricht in opdracht van het Ministerie van Oorlog ontmanteld, waarna de gronden werden overgedragen aan de Dienst der Registratie en Domeinen voor verdere sloop en herbestemming. De nog in gebruik zijnde stadspoorten, die onder de zeggenschap van het gemeentebestuur vielen, werden tussen 1867 en 1870 als eerste gesloopt. De afbraak van de stadsmuren zou nog tot de jaren 1930 doorgaan. De ontmanteling van de vesting Maastricht werd door de meeste tijdgenoten gezien als het begin van een periode van grotere welvaart. Tegen de afbraak van de eeuwenoude stadspoorten rees dan ook vanuit de bevolking weinig protest.
De Stenenwal in Wyck bleef weliswaar behouden, maar werd tussen 1890 en 1894 over de gehele lengte tot op straatniveau verlaagd. In 1890 werd de Wycker Waterpoort gesloopt, naar verluidt in opdracht van de gemeente bij de aanleg van een nieuwe rijweg naar de villa van Victor Jaunez, directeur van de Société Céramique. Enkele jaren later moest de poort - na interventie van Limburgs Geschied- en Oudheidkundig Genootschap - op bevel van het Rijk worden herbouwd. Op instigatie van Victor de Stuers restaureerde de architect Willem Sprenger in 1911-1913 de zwaar gehavende Maaspunttoren, waarbij onder andere de met mergelblokken dichtgemetselde torenromp werd uitgebroken.

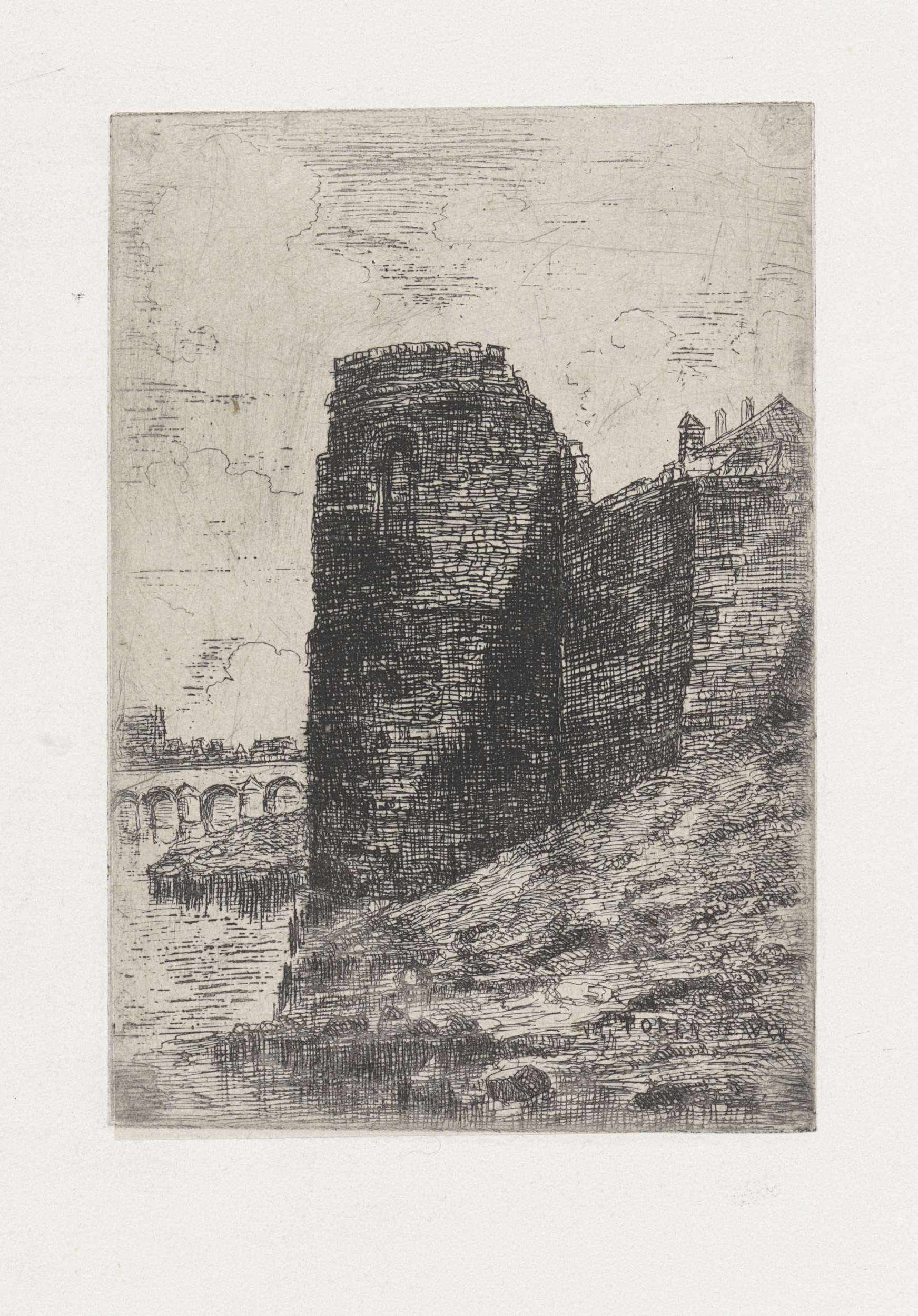
Gravure A. Schaepkens, ca. 1860.
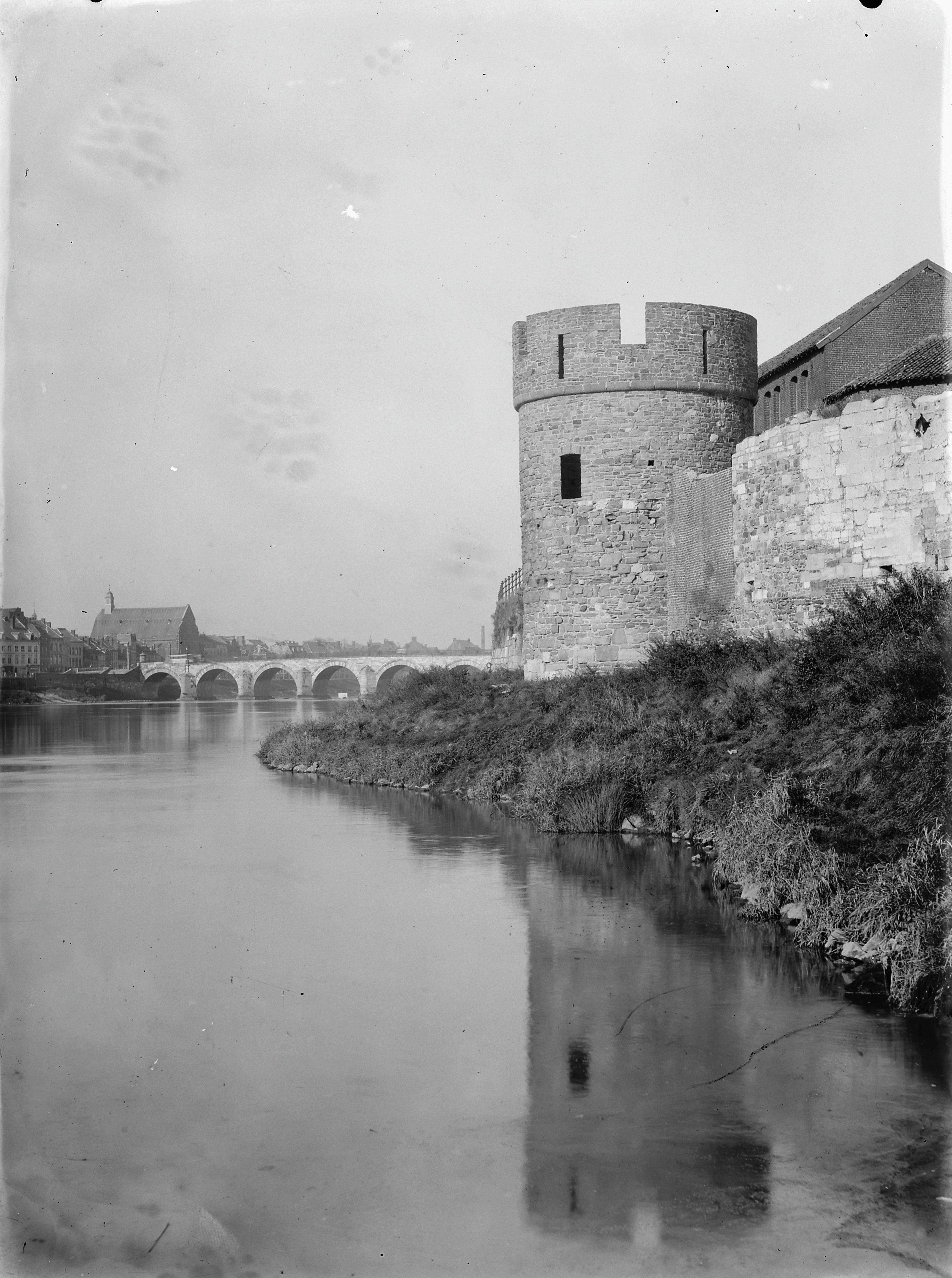
Gerestaureerde toren en stadsmuur, C. Steenbergh, ca. 1915.
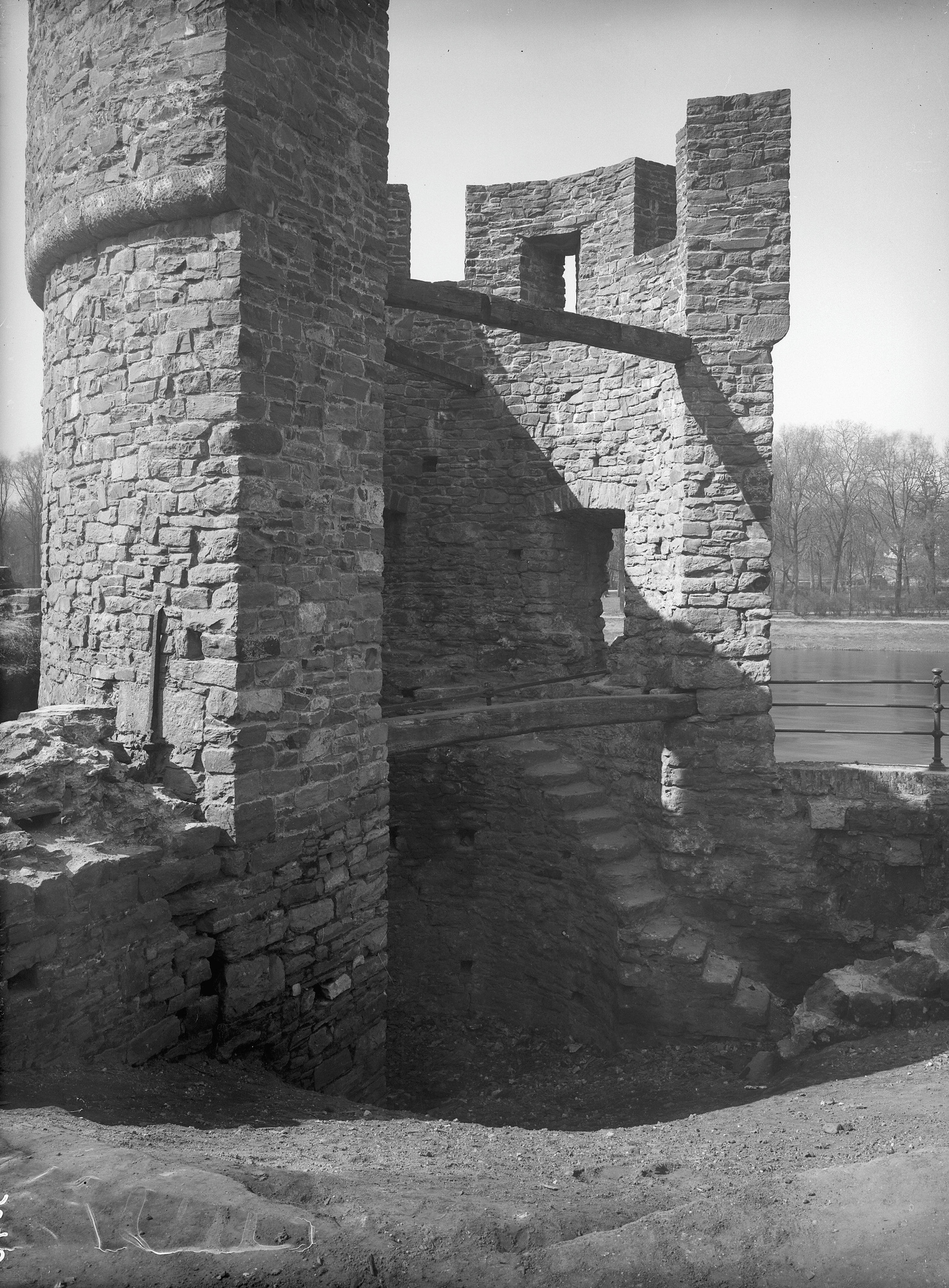
Binnenzijde toren na restauratie, 1917?
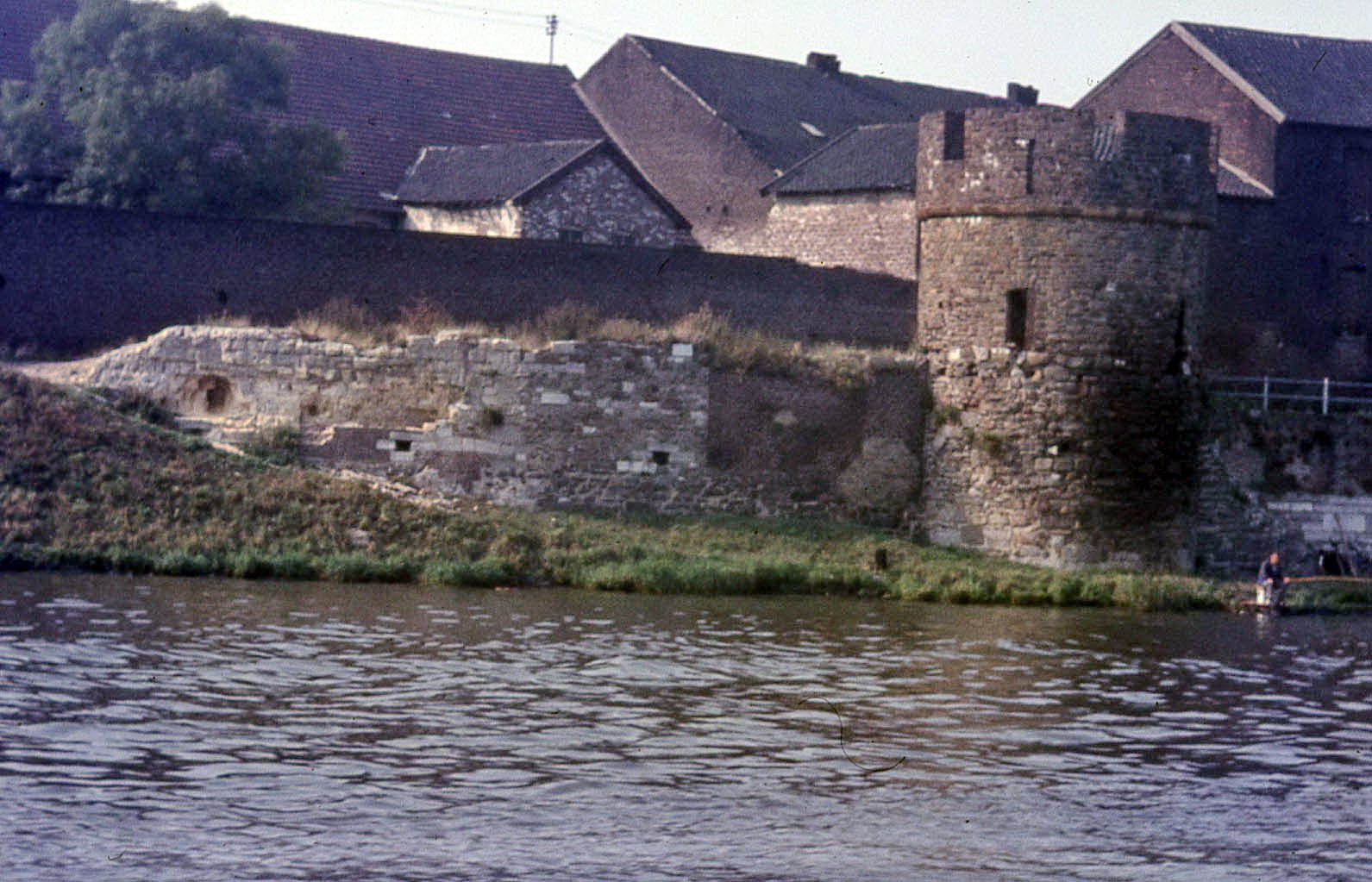
Maaspunttoren & Sphinx-Céramiquefabriek, 1966.

## Erfgoed
Van de toren is thans slechts het onderste deel middeleeuws, waarschijnlijk uit de veertiende eeuw. De rest dateert uit 1911. De toren heeft een min of meer cirkelvormig grondplan met een middellijn van 3,75 meter. De ongeveer één meter dikke muur is opgetrokken uit kolenzandsteen en is nu aan de stadszijde open. Langs de binnenzijde loopt aan de noordwestelijke zijde een stenen trap naar het vloerniveau van de bovenste verdieping. Langs de trap bevinden zich schietgaten, die aan de binnenzijde breed en aan de buitenzijde smal zijn. Aan de zuidzijde van de toren staat nog een stuk stadsmuur met schietgaten, deels verzwaard met mergelblokken.
Van de nabije Recentoren zijn de begin jaren 1990 blootgelegde fundamenten bewaard gebleven, samen met aansluitende muurdelen ingebed in een vijver aan de noordrand van het Charles Eyckpark. Van de stadsmuur aan de kant van de Maas is aan de Stenenwal slechts het onderste deel min of meer origineel.
In de omgeving herinneren enkele straatnamen, eindigend op -lunet, en diverse andere straatnamen aan de militaire geschiedenis van het gebied, onder andere het Sonnevillelunet, Stenenwal, Maaspuntweg, Aan de Recentoren en Hoge Barakken. De naam van de noordelijk naast de Maaspunttoren gelegen Hoge Brug is in historisch opzicht ongelukkig gekozen, aangezien deze voetgangersbrug over de Maas geen relatie heeft met de Hoogbrugge, de middeleeuwse brug bij de Duitse of Hoogbruggepoort, en dus ook niet met de daarnaar genoemde Hoogbrugstraat.

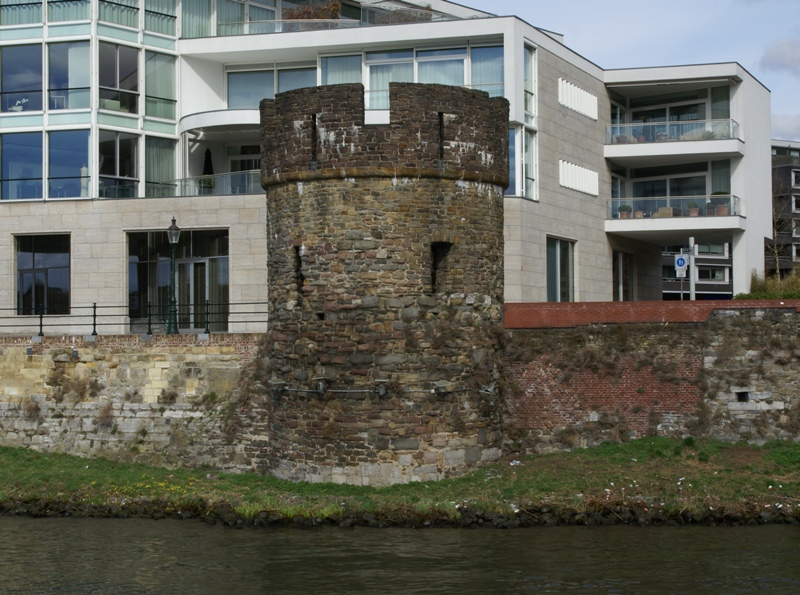
Toren met verlaagde wal
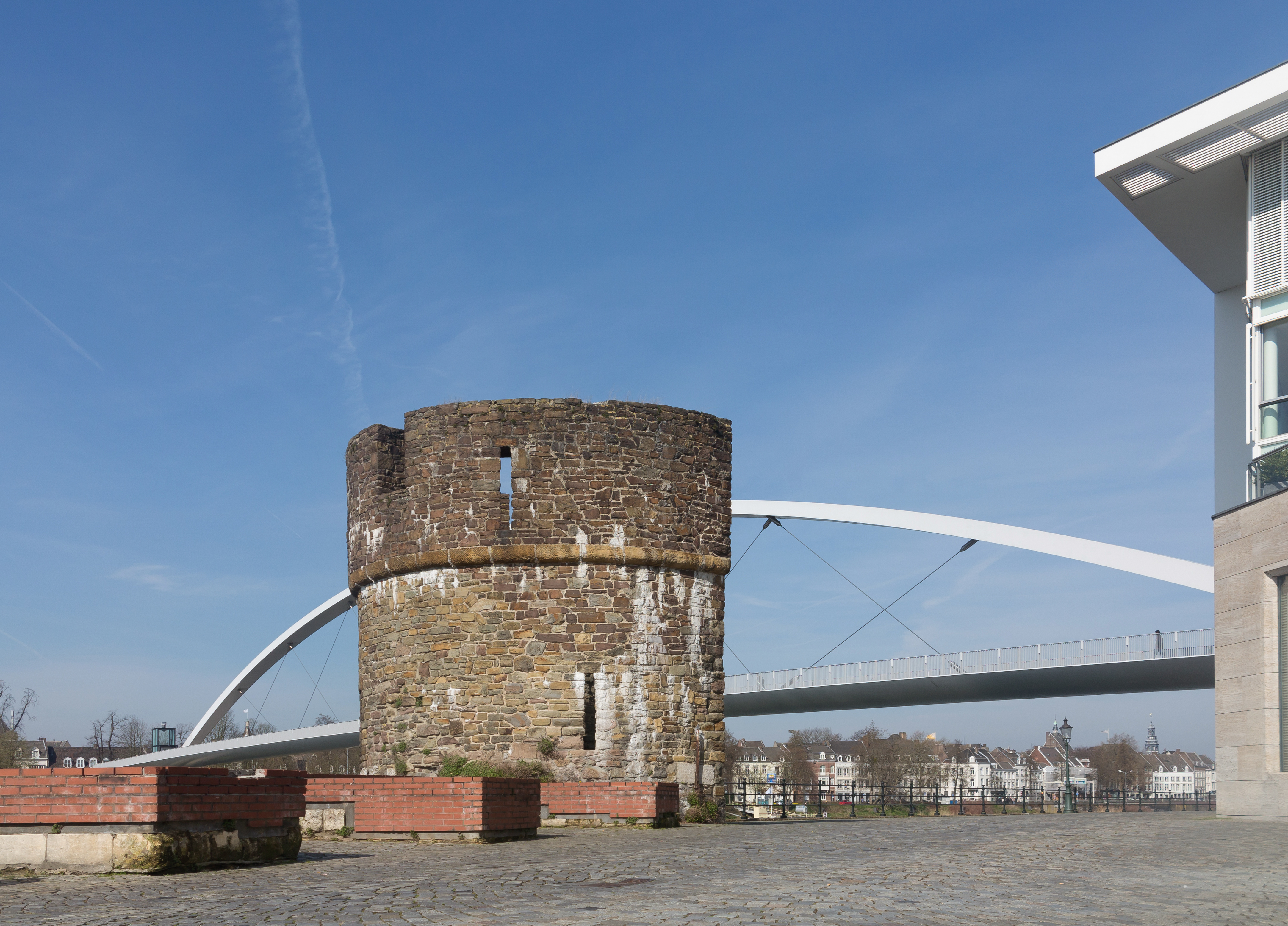
Vanuit het zuiden
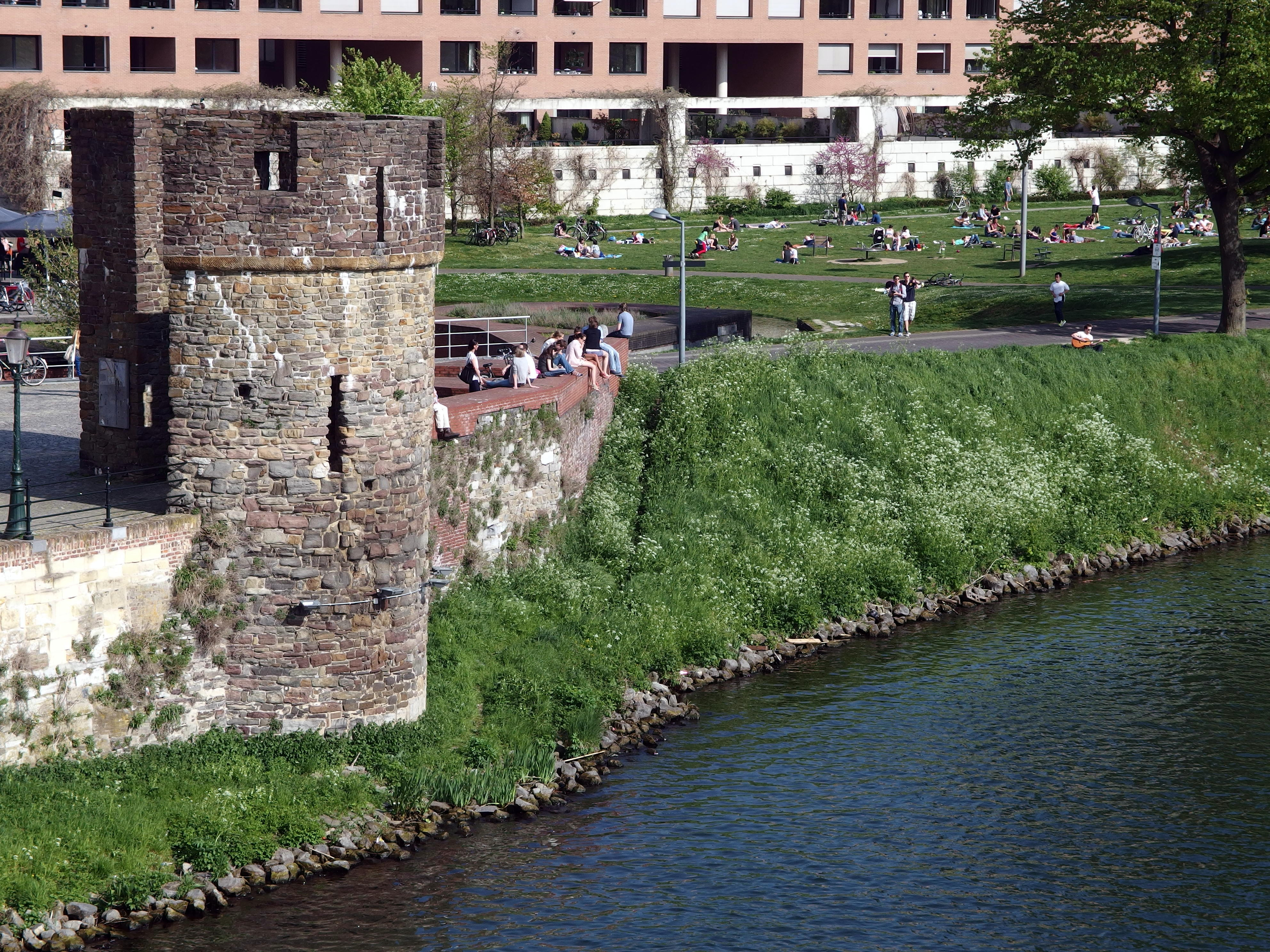
Vanaf de Hoge Brug
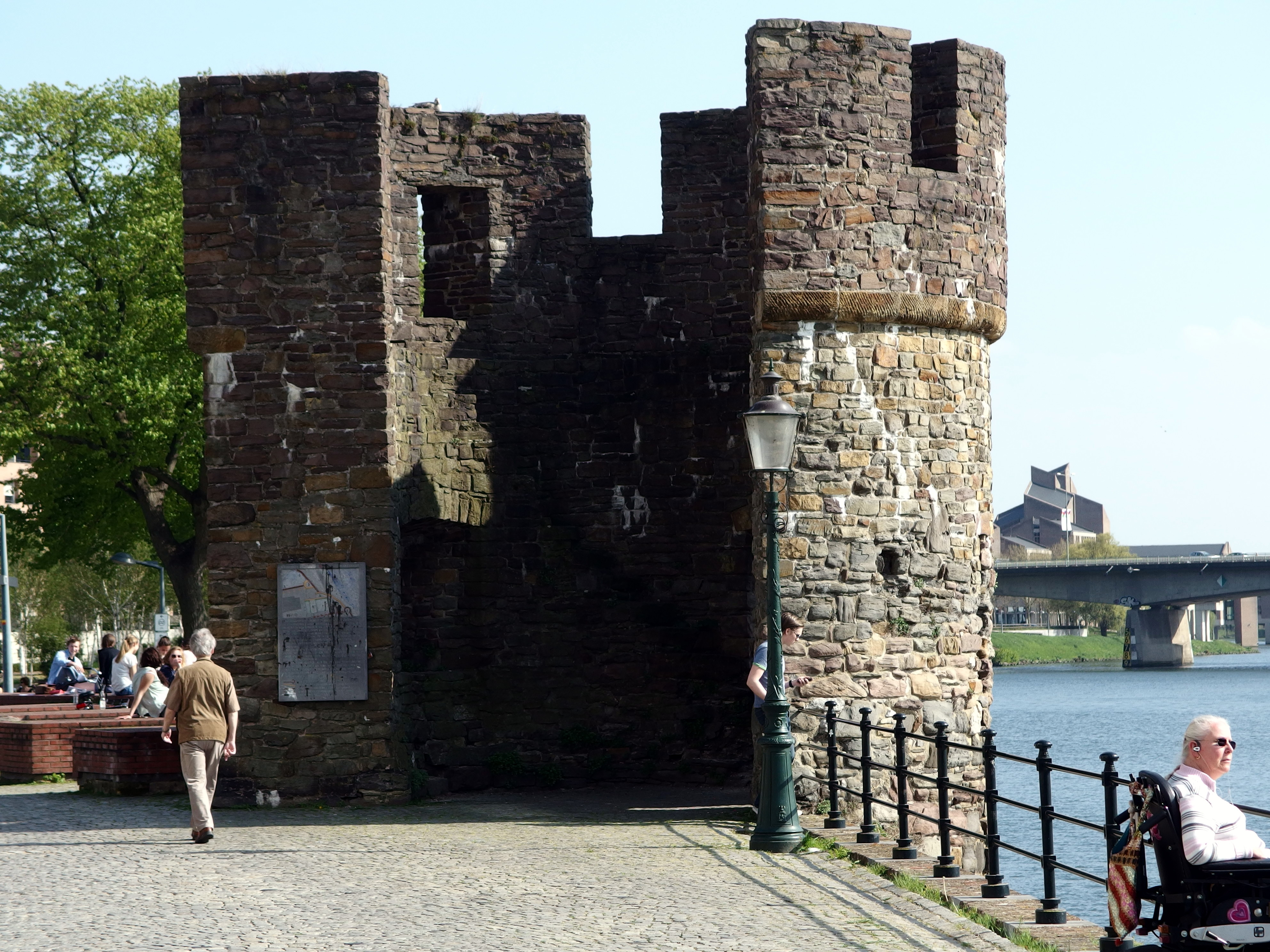
Stadszijde